# Плажа Јаз
Јаз је плажа у општини Будва, у Црној Гори. Налази се на 2,5 километара западно од Будве. Састоји се од два дела, један је дугачак 800 метара, а други, некада нудистичка плажа, дугачак 400 метара. Ово је једна од три најдуже плаже на црногорском приморју, а убраја се и у најлепше. Укупна површина плаже је 22.500 м². На простору плаже се налазе различити угоститељски објекти, паркинг и ауто-камп.
Плажа је омиљено место за купање и сунчање, како мештана и туриста из Будве, тако и оних из Боке которске.
Иако је деценијама ово популарна плажа за сунчање и камповање и једна од дужих плажа у Црној Гори, међународни углед стекла је као домаћин бројних концерата и музичких фестивала почетком 21. века.
Плажа Јаз заштићена је као Споменик природе III категорије.

## Положај
Плажа јаз налази се 2,5 км западно од Будве, у истоименој ували Јаз, ограничена на истоку ртом Могрен, а на западу ртом Јаз.

## Геологија
Марински рељеф настао је дејством абразионих и акумулационих процеса на контакту мора и копна, при чему абразиони облици, по броју и разноврсности, преовлађују у односу на акумулационе. Абразиони облици, карактеристични за камените обале на отвореном мору, изграђене од кластичних стена терцијарног флиша и карбонатних седимената тријаске, јурске кредне старости, на извесним одсјецима стварају клифове. Типични клифови издвојени су и у ували Јаз. На стварање абразионих облика утицали су, поред морске ерозије, кретање маса и раседна неотектоника, што показује да је претежни део обалног рељефа полиморфне генезе.
Акумулациони облици представљени су песковито-шљунковитим плажама. Настали уз ниске обале од неконсолидованог материјала, које изграђују алувијуми, пролувијални конуси и застори. Једна од већих таквих плажа на црногорској обали је и плажа Јаз, у истоименој ували.
У залеђу плаже доминира земља црвеница, већином у плитком слоју.

## Флора и фауна
Станишта и зооценозе увале Јаз одликује пешчано-шљунчана подлога различитог састава и крупноће зрна. Појас најближи мору чини стерилни песак, без вегетације, док се идући према копну појављује прво халофитна вегетација, а затим и копнена вегетација која је у складу са вегетацијом у залеђу. Специфична фауна не постоји у нижем делу, осим повременог боравка птица, галебова и врана, које се хране отпацима. Плажа Јаз у мањој мери има флористичко и фаунистичко залеђе. Пољопривредно залеђе плаже Јаз одликују се присуством водоземаца (далматинска жаба, грчка жаба, мрмољци) и слатководнобочатних врста риба (циполи, кубле, риба лист) у мањим водотоцима, који се у ували уливају у море. Изнад плаже јаз простире се мочварно Мрчево поље.
На плажи Јаз расте и угрожена врста балучка (Panctatium maritimum).

## Историја
Епоха савременог туризма на Будванској ривијери фактички почиње 1960. године, када је отворен луксузни град-хотел Свети Стефан, који је врло брзо постао један од најчувенијих и најпрестижнијих хотела у свету. У наредном
двадесетседмогодишњем периоду (1960-1987) туристички промет на подручју Општине Будва, мерен бројем ноћења, порастао је више од девет пута, упркос паду броја туриста у периоду после разорног земљотреса 1979. године.
Свакако снажан подстицај експанзији туристичког промета, уз извршена обимна инвестициона улагања у туристичку и комунално-саобраћајну инфраструктуру, дао је Просторни план „Јужни Јадран”, који је донесен 1968. године у оквиру Плана физичког развоја регије Јужни Јадран. У складу са овим планом, у чијој изради су учествовали тада најпознатији светски урбанисти и планери, међу којима је био и чувени архитекта Адолф Циборовски (Adolf Ciborowski), 1969. године донесен је Генерални урбанистички план Будве, који је обухватио цео приобални простор општине, од Јаза до Буљарице. Рађен је за период до 1990. године. Овим генералним планом Будва добија улогу искључивог туристичког центра више категорије.
Иако у време када су доношени наведени планови принципи одрживог развоја, у савременом смислу, нису били познати, приликом њихове израде и реализације посебно се водило рачуна да се осигура складни однос животне средине и људске делатности, у циљу очувања природног
богатства овог дела приморја.
Овако одговорни однос према одрживом развоју нарушен је почетком деведесетих година 20. века, у време ратова на просторима СФР Југославије, који је довео до разарања многих цивилизацијских вредности, као и до одступања од стратешке оријентације на даљи одрживи развој, који је прокламован проглашењем Црне Горе за еколошку државу 1991. године. Тада наступа петнаестогодишњи период великог регреса и стагнације целокупног црногорског и будванског туризма, што је свакако оставило трага и на чувеној плажи Јаз.

## Изглед плаже
Плажа Јаз територијално припада општини Будва, од које је удаљена свега 2,5 км или 4,5 км од Старог града. Састављена од две плаже, укупне дужине око 1200 метара, одвојене природном стеном. Дужи део дугачак је око 800 м, а краћи око 400 м. Укупна површина плаже је 22.500 м².
Копнени део плаже чини ситни шљунак и мекани песак, а у плиткој води песак. Плићак је дуг, па се у дубљу воду улази постепено и безбедно. Плажа је окренута према пучини, односно према западу, тако да је осунчана током целог дана.
Плажа Јаз окружена је нетакнутом природом. Залеђину плаже чини велико пространство Мрчевог поља, кроз које протиче речица Дреновштица, док је са обе стране заштићена брдима Спас и Гољаник. На западном делу Јаза налази се извор питке воде која се улива у море. На брду Спас налазе се остаци тврђаве Могрен из 19. века.
У другој деценији 21. века почела је ревитализација плаже. Током 2020. године почели су обимни радови на уређењу плаже Јаз. Постављена је водоводна и телекомуникациона мрежа, уклоњене су бетонске површине, заостале из претходног периода, рестаурирана расвета, поплочане старе и изграђене нове шетачке стазе.

## Туристички потенцијал
У залеђу плаже, под самим брдом, заклоњено од јаког југа или летње буре, налази се неколико туристичких објеката, укључујући и хотеле. Иза саме плаже такође се налази и популарни ауто-камп капацитета 2000 места.
Део плаже намењен је, као локација од посебног значаја и интереса, за нудизам.
Плажа јаз је и један од центара спортског роњења у Црној Гори, а подручје Јаз-Ластва Грбаљска коњичког спорта.

## Манифестације
Плажа Јаз је последњих година позната и по великим концертима светских и регионалних музичких звезда. Између осталих, на Јазу су наступали Ролингстонси 2007. године, Лени Кравиц, Мадона и Здравко Чолић 2008. године и многи други.
Од 2014. до 2017. године на плажи Јаз организован је међународни Си Денс фестивал. Фестивал се реализује у организацији Општине Будва, новосадске компаније My Exit Adventure (која организује и фестивал Егзит у Новом Саду) и фирме EMC Group из Подгорице. Од 2018. овај фестивал одржава се на плажи Буљарица.
Концерти организовани на плажи Јаз остварили су посете које се убрајају међу најбројније на било којој манифестацији овог типа у Црној Гори. Ролингстонси су 2007. године окупили око 30.000 посетилаца, Мадона 2008. око 50.000, а на Си Денс фестивалу 2015. године за три дана забележено је око 110.000 посетилаца, а процењено је да је донео црногорској туристичкој привреди око 20 милиона евра. Овај фестивал остао је запамћен у аналима фестивалског туризма у Црној Гори по бројним рекордима - посећености, заради, потрошњи, броју иностраних туриста и другим параметрима.

## Међународна признања
Водећи светски туристички водич Лоунли Планет (енгл. Lonely Planet) 2015. године прогласио је плажу Јаз најбољом европском плажом.
Исте године Си Денс фестивал проглашен је за најбољи европски фестивал средње величине (енгл. Best Medium-Sized Festival), на церемонији доделе награда European Festival Awards у Холандији. У категорији која подразумева манифестације које примају до 40 хиљада људи дневно, Си Денс фестивал је иза себе оставио еминентне светске фестивале, на основу рекордних 1,2 милиона гласова фанова фестивала из целе Европе и жирија састављеног од бројних фестивалских експерата и новинара.